# Oleg Protopopov
Oleg Alekseevič Protopopov (in russo Олег Алексеевич Протопопов?; Leningrado, 16 luglio 1932 – Interlaken, 31 ottobre 2023) è stato un pattinatore artistico su ghiaccio sovietico.

## Palmarès
Coppie con Ljudmila Belousova
| Evento                    | 1954–55 | 1955–56 | 1956–57 | 1957–58 | 1958–59 | 1959–60 | 1960–61 | 1961–62 | 1962–63 | 1963–64 |
| ------------------------- | ------- | ------- | ------- | ------- | ------- | ------- | ------- | ------- | ------- | ------- |
| Giochi olimpici invernali |         |         |         |         |         | 9°      |         |         |         | 1°      |
| Campionati mondiali       |         |         |         | 13°     |         | 8°      |         | 2°      | 2°      | 2°      |
| Campionati europei        |         |         |         | 10°     | 7°      | 4°      |         | 2°      | 2°      | 2°      |
| Campionati sovietici      | 3°      | 4°      | 2°      | 2°      | 2°      |         | 2°      | 1°      | 1°      | 1°      |

| Evento                    | 1964–65 | 1965–66 | 1966–67 | 1967–68 | 1968–69 | 1969–70 | 1970–71 | 1971–72 | 1972–73 |
| ------------------------- | ------- | ------- | ------- | ------- | ------- | ------- | ------- | ------- | ------- |
| Giochi olimpici invernali |         |         |         | 1°      |         |         |         |         |         |
| Campionati mondiali       | 1°      | 1°      | 1°      | 1°      | 3°      |         |         |         |         |
| Campionati europei        | 1°      | 1°      | 1°      | 1°      | 2°      |         |         |         |         |
| Campionati sovietici      |         | 1°      | 1°      | 1°      | 2°      | 4°      | 6°      | 3°      |         |
| Prize of Moscow News      |         |         |         |         |         |         | 3°      | 1°      | 2°      |